# Mathilde-Amivi Petitjean
Mathilde-Amivi Petitjean (* 19. Februar 1994 in Lomé) ist eine französisch-togoische Skilangläuferin.

## Werdegang
Petitjean wurde in Lomé geboren, wuchs jedoch den größten Teil ihres Lebens im französischen Département Haute-Savoie auf, wo sie auch mit dem Skisport in Berührung kam. 2013 wurde sie vom togoischen Skiverband, Fédération Togolaise de Sports de Glisse et de Ski (FTSGS), kontaktiert und gefragt, ob sie das Land bei den Olympischen Winterspielen in Sotschi vertreten wolle. Petitjean sagte zu, worauf hin sie den Verband wechselte. Bis zu diesem Zeitpunkt war sie für Frankreich gestartet.
Im Januar 2014 errang sie bei den Nordischen Junioren-Skiweltmeisterschaften im Val di Fiemme den 56. Platz im Skiathlon und den 43. Rang im Sprint. Bei den Olympischen Winterspielen in Sotschi belegte sie ihr olympisches Debüt den 68. Platz über 10 km klassisch. In der Saison 2015/16 nahm sie am Nor-Am Cup teil und belegte dabei den 22. Platz in der Gesamtwertung. Im Februar 2016 kam sie bei den U23-Weltmeisterschaften in Râșnov auf den 49. Platz über 10 km klassisch, auf den 48. Rang über 10 km klassisch und den 35. Platz im Sprint. Im folgenden Monat debütierte sie bei der Ski Tour Canada, die sie vorzeitig beendete. Dabei war der 67. Platz im Sprint und in der Verfolgung in Québec ihre beste Platzierung. In der folgenden Saison erreichte sie den 35. Platz in der Gesamtwertung des Nor Am Cups. Ihre beste Platzierung dabei war der sechste Platz im Sprint in Whistler. Bei den U23-Weltmeisterschaften 2017 in Soldier Hollow belegte sie den 41. Platz über 10 km Freistil, den 38. Rang im Skiathlon und den 36. Platz im Sprint. Im Februar 2017 errang sie bei den Skiweltmeisterschaften in Lahti den 49. Platz im Sprint. Bei den Olympischen Winterspielen 2018 in Pyeongchang lief sie auf den 83. Platz über 10 km Freistil und auf den 59. Rang im Sprint. Im Oktober 2021 ist Mathilde Petitjean Kandidatin für die IOC-Athletenkommission.

## Erfolge

### Olympische Winterspiele
- Sotschi 2014: 65. 10 km klassisch
- Pyeongchang 2018: 59. Sprint, 83. 10 km Freistil

### Weltmeisterschaften
- Lahti 2017: 49. Sprint

### U23-Weltmeisterschaften
- Rasnov 2016: 35. Sprint, 48. 10 km Freistil, 49. 10 km klassisch
- Soldier Hollow 2017: 36. Sprint, 38. Skiathlon, 41. 10 km Freistil

### Juniorenweltmeisterschaften
- Val di Fiemme 2014: 43. Spring, 56. Skiathlon

### Nor-Am Cup
- Eine Platzierung unter den besten 10

### Europäisches Olympisches Winter-Jugendfestival
- Liberec 2011: 29. 5 km Freistil, 42. Sprint, 58. 7,5 km klassisch

### Weitere Erfolge
- 2 Platzierungen unter den besten 5 bei FIS-Rennen